# Homoncocnemis psaphidoides
Homoncocnemis psaphidoides là một loài bướm đêm trong họ Noctuidae.